# Девенинс, Дрис
Дрис Девенинс (нидерл. Dries Devenyns; род. 22 июля 1983 в Лёвене, Бельгия) — бельгийский профессиональный  шоссейный велогонщик, выступающий за команду «Deceuninck-Quick Step».

## Достижения
2006
1-й  Чемпионат Бельгии U23 в групповой гонке
1-й  Тур Бретани
1-й — Этапы 4 & 5 (ИГ)
1-й — Пролог Тур Пиреней
2-й Ронд де л`Уаз
2009
1-й — Этап 5 Тур Австрии
2010
9-й Тур Страны Басков
2011
4-й Классика Сан-Себастьяна
8-й Энеко Тур
2016
1-й  Тур Бельгии
1-й — Этап 2
1-й  Тур Валлонии
1-й — Этап 5
1-й Гран-при Марсельезы
10-й Классика Сан-Себастьяна
2017
3-й Гран-при Пино Черами
2018
4-й Кэдел Эванс Грейт Оушен Роуд
5-й Тур Даун Андер
9-й Тур Гуанси
2019
10-й Тур Даун Андер
2020
1-й Кэдел Эванс Грейт Оушен Роуд

## Статистика выступлений

### Гранд-туры
| Гонка           | 2008 | 2009 | 2010 | 2011 | 2012 | 2013 | 2014 | 2015 | 2016 | 2017 | 2018 | 2019 |
| --------------- | ---- | ---- | ---- | ---- | ---- | ---- | ---- | ---- | ---- | ---- | ---- | ---- |
| Джиро д'Италия  | 117  | 95   | —    | —    | —    | —    | —    | —    | —    | 89   | —    | —    |
| Тур де Франс    | —    | —    | 144  | 46   | 68   | —    | НФ   | —    | —    | —    | —    | 97   |
| Вуэльта Испании | —    | —    | —    | —    | —    | —    | —    | —    | 101  | —    | 94   | —    |

| —  | Не участвовал  |
| НФ | Не финишировал |